# Thelymitra macrophylla
Thelymitra macrophylla is een soort uit de orchideeënfamilie (Orchidaceae). De plant komt voor in Zuidwest- en West-Australië, in het gebied tussen Perth in het westen en Israelite Bay in het oosten.